# Muhib Efendi
Muhib Efendi (fl. XIX secolo) è stato un ambasciatore ottomano alla corte di Napoleone Bonaparte, nei primi anni del XIX secolo, tra il 1806 e il 1811.

## Biografia
Nel febbraio 1806, a seguito della notevole vittoria di Napoleone alla Battaglia di Austerlitz del dicembre 1805 e al conseguente smembramento dell'Impero asburgico, l'imperatore ottomano Selim III si rifiutò di ratificare la alleanze con russi e inglesi, e riconobbe Napoleone imperatore, formalmente optando per un'alleanza con la Francia "nostro alleato sincero e naturale" e per la guerra con la Russia e l'Inghilterra.
Muhib Efendi venne inviato come ambasciatore a Parigi (1806–1811), succedendo ad Halet Efendi. La presenza di Muhib Efendi a Parigi coincise con quella dell'ambasciatore persiano Askar Khan Afshar, che era a Parigi dal luglio 1808 all'aprile 1810. 
La decisione di Selim III di allearsi alla Francia innescò, nel 1806 la  guerra russo-turca e nel 1807 la  guerra anglo-turca.